# Madeleine Grey
Madeleine Grey, nata Madeleine Nathalie Grumberg (Villaines-la-Juhel, 1896 – Parigi, 1979), è stata una cantante e soprano francese, la cui voce è solitamente classificata come soprano, ma con un repertorio che comprendeva parti da mezzosoprano.

## Biografia
Madeleine Grey nacque a Villaines-la-Juhel, Mayenne, in Francia, nel 1896, da una famiglia ebrea. I suoi studi musicali la portarono al Conservatorio di Parigi per studiare sia pianoforte, con Alfred Cortot, sia canto, con Amédée-Louis Hettich. Le sue eccezionali potenzialità come cantante furono presto riconosciute e nel 1919 tenne il suo concerto di debutto con l'Orchestra Pasdeloup a Parigi.
A questo primo concerto parteciparono Gabriel Fauré e Maurice Ravel, che in seguito lavorarono a stretto contatto con lei per l'interpretazione delle loro opere. Fauré l'accompagnò nella prima performance del suo ciclo di canzoni Mirages nel dicembre 1919. Per Ravel eseguì per la prima volta la versione orchestrale delle sue Deux mélodies hébraïques nel 1920 e le Chansons madécasses nel 1926. Le altre sue collaborazioni con Ravel comprendono un tour di concerti con lui in Spagna nel 1928, la partecipazione al festival di Ciboure per il compositore nel 1930 e il concerto commemorativo dopo la sua morte. Joseph Canteloube le dedicò una serie dei suoi Chants d'Auvergne, che lei eseguì per la prima volta nel 1926, ottenendo un notevole successo di pubblico. Il suo repertorio comprendeva anche opere di Ottorino Respighi, Heitor Villa-Lobos, Darius Milhaud e Arthur Honegger.
Madeleine Grey viaggiò molto, soprattutto in Italia e negli Stati Uniti, partecipando a numerosi festival. A volte sperimentò la crescente influenza dell'antisemitismo, come nel 1933 quando il suo ingaggio per un concerto a Firenze fu bruscamente annullato e fu sostituita da un'altra cantante. Quando scoppiò la guerra con la Germania nel 1939 era all'estero e vi rimase fino al 1947. Tornò a vivere a Parigi nel 1952 e vi morì nel 1979.

## Reputazione
Ravel scrisse una lettera al direttore d'orchestra Ernest Ansermet, nella quale raccomandava Madeleine Grey: “È una delle interpreti più straordinarie: una voce attraente, abbastanza potente e molto chiara. E, cosa molto importante, una dizione perfetta. Grazie a lei, Shéhérazade è stata analizzata come qualcosa di più di un poema sinfonico”. Questa opinione è stata confermata da un critico moderno sulla base delle sue registrazioni: “La sua voce è forte e chiara, la sua dizione eccellente, le sue interpretazioni erano originali e intelligenti”.

## Incisioni
L'eredità discografica di Madeleine Grey è piccola ma significativa. Nel 1930 realizzò la prima incisione di una selezione dei Chants d'Auvergne di Canteloube, scelti dalla serie I-III e che riempiono 7 facciate di dischi a 78 giri, di cui uno non pubblicato. Nel 1932 incise anche le Chansons madécasses di Ravel, le Deux mélodies hébraïques e la Chanson hébraïque (6 facciate a 78 giri), che furono supervisionate dal compositore e che quindi offrono una visione unica delle sue aspettative di esecuzione. Tutte queste registrazioni sono state ripubblicate su CD (Pearl GEMM 0013).